# Haplótipo modal atlântico
Na genética humana, o haplótipo modal Atlântico (AMH) ou haplótipo 15, é um haplótipo do cromossoma Y  com variações de microssatélites Y-STR, associado ao Haplogrupo R1b. Foi descoberto antes de muitos dos SNPs atualmente em uso para identificar subclades de R1b, e referências a este podem ser encontradas nalgumas das publicações mais antigas. Corresponde mais de perto ao subclade R1b1a2a1a (1) [L11].
O AMH é o haplótipo que ocorre com mais frequência entre os homens (género masculino) na Europa Atlântica. É caracterizado pelos seguintes alelos marcadores:
- DYS388 12
- DYS390 24
- DYS391 11
- DYS392 13
- DYS393 13
- DYS394 14 (também denominado DYS19)

Atinge as frequências mais elevadas na Península Ibérica, Grã-Bretanha e Irlanda. Portugal como um todo conta com 70% superando 90% nas regiões do noroeste português, e quase 90% na Galiza; sendo o valor mais alto, encontrado entre a Espanha e nos Bascos.
Uma mutação em qualquer direção seria AMH 1,15+. O conjunto de haplótipos do AMH 1,15 é também denominado cluster modal atlântico ou AMC.